# Incorporation
Incorporation, abreviado Inc., es el término legal con que se designa en inglés la formación de una corporación como persona jurídica legalmente constituida. La corporación puede ser una empresa con fines de lucro, una organización o fundación sin fines de lucro, un club deportivo, o incluso el gobierno de una nueva ciudad o población.

## Beneficios legales
En Estados Unidos, los principales beneficios de una incorporación refieren a:
- Protección del patrimonio personal
- Propiedad transferible
- Planes de retiro
- Menor tasación a fines impositivos

En el Reino Unido el proceso de incorporación suele denominarse «company formation».

## El concepto en otros países
El proceso de incorporations estadounidense equivale en otros países a:
- En Alemania, Austria y Suiza: Gesellschaft mit beschränkter Haftung, GmbH  equivalente a Sociedad de responsabilidad limitada, o Aktiengesellschaft, AG que significa «sociedad accionaria».
- En el Reino Unido se utiliza Limited company, Ltd o Public limited company, plc.
- En España, Francia, Suiza, Bélgica y Luxemburgo se utiliza S.L. (en España), Sàrl o SARL para sociedad de responsabilidad limitada o SA, sociedad anónima.
- En Italia se utiliza Srl, Società a Responsabilità Limitata o SpA, Società Per Azioni.
- En Argentina se utiliza S.R.L., Sociedad de Responsabilidad Limitada, S.A., Sociedad Anónima o también S.E., Sociedad del Estado.